# Джеренбулак
Район Джеренбулак (уйг. جەرەنبۇلاق رايونى; Җәрәнбулақ райони‎) или район Байцзяньтань (кит. упр. 白碱滩区, пиньинь Báijiǎntān Qū) — район в городском округе Карамай Синьцзян-Уйгурского автономного района КНР.

## История
Развитие этих земель связано с началом в этих местах нефтедобычи. 16 февраля 1982 года народное правительство Синьцзян-Уйгурского автономного района приняло решение о преобразовании Карамая в городской округ с разделением его на 4 района, одним из которых стал Джеренбулак. 17 августа 1984 года Карамай был выведен из состава округа Чугучак и переведён под непосредственное подчинение правительству автономного района; при этом было убрано разделение на районы. В августе 1991 года район был воссоздан.

## География
На юге район граничит с районом Карамай, на севере — с районом Урхо, на востоке и западе — с округом Чугучак Или-Казахского автономного округа.

## Административное деление
Район делится на 2 уличных комитета.